# Louis Camille Maillard
Louis Camille Maillard, född 4 februari 1878 i Pont-à-Mousson, Frankrike, död 12 maj 1936 i Paris, var en fransk läkare och kemist. Han gav viktiga bidrag till utforskandet av njursjukdomar. Han blev också känd for Maillardreaktionen, den kemiska reaktion som han beskrev 1912 där aminosyror och sockerarter reagerar i livsmedel vid kontakt med fett, vilket ger en brunaktig, smakfull yta på allt från bröd och stekt kött till grillade marshmallows.

## Tidigt liv
Maillard tog kandidatexamen i Nancy i 1897 och blev medicine doktor 1903. Därefter arbetade han i institutionen för kemi vid universitetet i Nancy. År 1914 flyttade han till Paris, där han arbetade som ledare för den biologiska gruppen vid kemikalielaboratoriet i Sorbonne. År 1919 blev han utnämnd till professor i biologisk och medicinsk kemi vid universitetet i Alger.

## Vetenskapliga bidrag
I Paris fick hans arbete med fysiologi, i synnerhet arbetet med metaboliseringen av urinämne och njursjukdomar, honom till att introducera nya teorier om "urogen ofullkomlighet" och begreppet "Maillards koefficient" eller "index för urogenisk ofullkomlighet". Hans idéer visade sig vara mycket nyttiga i diagnosen av njursjukdomar. År 1912 genomförde han undersökningar av reaktionen mellan aminosyror och sockerarter. Detta arbete betraktas som ett av hans största bidrag, och Maillardreaktionen blev uppkallad efter honom. För denna mångfald av arbete mottog han åtskilliga priser, däribland Académie Nationale de Médecines pris år 1914.

## De sista åren
Maillard anmälde sig för rekrytering till den franska armén under det första världskriget, men hans hälsa påverkades negativt. Efter kriget lämnade Maillard plötsligt Paris år 1919 för en tjänst hos institutet för farmakologi vid den medicinska fakulteten i Alger i Algeriet. Under denna tid upphörde han med nästan all forskning.
Han dog plötsligt den 12 maj 1936 i Paris, medan han var domare i en fråga om ett stipendium.

## Utnämningar
Maillard blev utnämnd till riddare av Hederslegionen den 30 juli 1916 av krigsministern. Vid den tidpunkten var han militärläkare, major första klass, i reserven for den 11 armékårens hälsotjänst.